# Hermine Galfy
Hermine Galfy, eigentlich Hermine Katzmayr, verheiratete Hermine Katzmayr-Godeffroy (25. Oktober 1856 –  2. April 1933 in Wien) war eine Opernsängerin (Sopran) und Gesangspädagogin.

## Leben
Galfy wurde am Wiener Konservatorium für die Sängerlaufbahn von der berühmten Gesangsmeisterin Mathilde Marchesi vorbereitet. Ihr erstes Engagement fand sie 1877 am Stadttheater in Düsseldorf, kam 1879 nach Königsberg, trat 1880 in den Verband der Hofbühne Schwerin, wo sie erfolgreich bis 1888 wirkte und in Anerkennung ihrer Verdienste zur großherzoglichen Kammersängerin ernannt wurde. Nachdem die Künstlerin nur noch zumeist als Gast in Bremen, München, Stuttgart, Rotterdam, Kassel, Bayreuth (hier gab sie in der Uraufführung des Parsifal einen Knappen und ein Zaubermädchen) und Wiesbaden erschienen war und sich überall großer Anerkennung erfreuten, zog sie sich 1894 von der Bühne zurück und nahm ihren Wohnsitz in Berlin, wo sie seit 1897 als Gesangspädagogin am Klindworth-Scharwenka-Konservatorium in Berlin wirkte.